# Gérald Darmanin
Gérald Moussa Darmanin (Valenciennes, 11 ottobre 1982) è un politico francese.
Dal 17 maggio 2017 è stato ministro dell’azione e dei conti pubblici del governo Philippe dal maggio 2017 a luglio 2020 ed è stato sindaco di Tourcoing dal 2014 al 2017. 
Il 6 luglio 2020 viene nominato ministro dell'interno, mantenendo la carica fino al 21 settembre 2024.

## Biografia
Il padre di Darmanin gestiva un bistrot a Valenciennes, sua madre lavorava come addetta alle pulizie e receptionist in un edificio appartenente alla Banca di Francia. I genitori di Darmanin hanno divorziato. Suo nonno paterno era di Malta; suo nonno materno era un fuciliere algerino e Harki, che ha combattuto per la Francia nella guerra d'Algeria ed emigrò nella Francia metropolitana dopo l'indipendenza dell'Algeria. Entrambe le nonne provengono dalle Fiandre francesi. Darmanin ha frequentato una scuola privata cattolica e si è laureato alla Sciences Po Lille.

### Gli inizi dell'attività politica
All'età di 16 anni, influenzato dall'allora presidente del partito Philippe Séguin, si unì al partito neo-gollista Raggruppamento per la Repubblica (RPR). Questo si è fuso nel 2002 nel partito di centro-destra Unione per un Movimento Popolare (UMP) del presidente Jacques Chirac. Ha lavorato come assistente del parlamentare europeo Jacques Toubon e ha guidato la campagna elettorale del deputato di Tourcoing, Christian Vanneste, alle elezioni parlamentari del 2007 e alle elezioni locali del 2008. In quest'ultime, lo stesso Darmanin è stato eletto al consiglio locale di Tourcoing, dove l'UMP si è opposto a un sindaco socialista. Si è anche trasferito nel Consiglio metropolitano della Métropole Européenne de Lille, a cui appartiene Tourcoing. 
Il mentore politico di Darmanin, Vanneste, ha rilasciato ripetute dichiarazioni omofobe in pubblico. Secondo il giornalista Jean-Baptiste Forray, Darmanin lo ha seguito “nella zona grigia di transizione da destra a estrema destra”. Darmanin ha scritto articoli per Politique Magazine nel 2008, riferendosi alla tradizione dell'estremismo di destra Action française e di Charles Maurras. Secondo Vanneste, il suo allievo politico era «più che cattolico, quasi fanatico».

### Consigliere regionale, deputato e sindaco

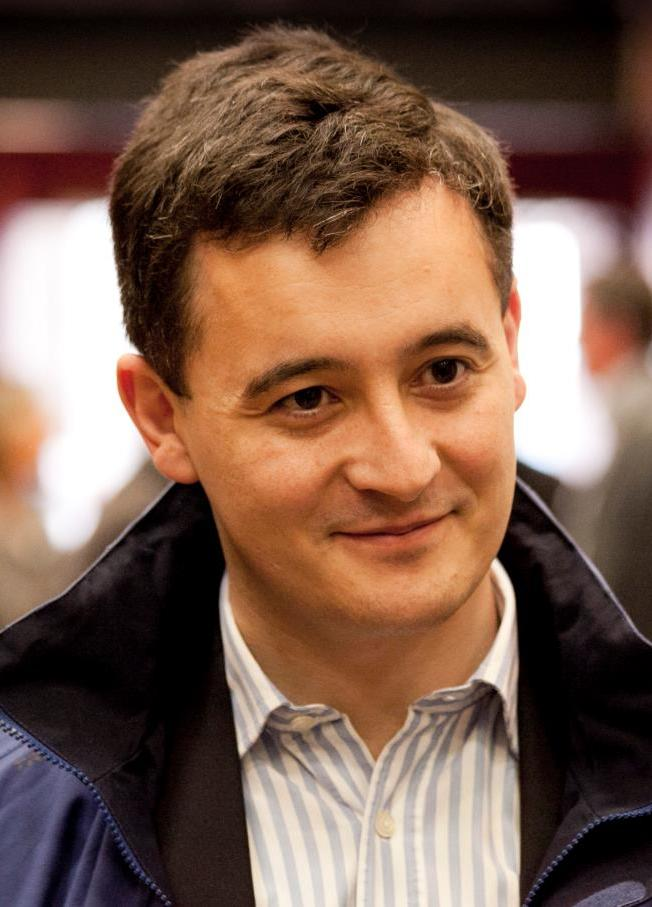
Gérald Darmanin nel 2013.

Nelle elezioni regionali del 2010, è entrato a far parte del Consiglio regionale del Nord-Passo di Calais, dove l'UMP era all'opposizione. Dal 2011 al 2012 è stato capo di gabinetto del politico UMP (ed ex judoka) David Douillet, che è stato prima Segretario di Stato per la Francia all'Estero, poi Ministro dello Sport. Nelle elezioni parlamentari del giugno 2012, Darmanin ha corso nella decima circoscrizione del Dipartimento del Nord per succedere al suo ex mentore Vanneste, che nel frattempo era passato all'RPF nazionale conservatore e si era schierato contro di lui. Darmanin ha vinto al secondo scrutinio con il 54,9% dei voti ed è entrato nell'Assemblea nazionale. A quel tempo era vicino al ministro del Lavoro Xavier Bertrand, che esortò a candidarsi alla presidenza dell'UMP, ma a cui Bertrand alla fine rinunciò.
Darmanin si è candidato per la carica di sindaco di Tourcoing nelle elezioni locali del 2014 e ha sconfitto il socialista in carica al secondo scrutinio con il 45,6-43,4 per cento. Ha rinunciato al suo seggio nel consiglio regionale, ma è diventato uno dei vicepresidenti della Métropole européenne de Lille. Nel settembre 2014, Darmanin è diventato il portavoce della campagna di Nicolas Sarkozy, eletto presidente dell'UMP due mesi dopo e nominato vicesegretario generale del partito. Nel 2015 l'UMP è stato ribattezzato I Repubblicani (LR). Darmanin ha anche guidato la campagna elettorale di Xavier Bertrand per le elezioni regionali nella riorganizzata regione dell'Alta Francia (fusione di Piccardia e Nord-Passo di Calais). Bertrand ha vinto le elezioni ed è diventato presidente regionale, anche Darmanin è entrato nel consiglio regionale e ne è diventato il vicepresidente. Si è poi dimesso dal suo seggio nell'Assemblea nazionale.
Nel gennaio 2016, Darmanin si è dimesso dalla carica di vicesegretario generale de I Repubblicani e ha criticato "l'ambiente e il metodo" del presidente del partito Sarkozy. Ciononostante, qualche mese dopo, lo ha nuovamente sostenuto come coordinatore della campagna elettorale nelle elezioni primarie del candidato presidenziale del campo di centrodestra (in cui Sarkozy è stato però sconfitto al primo scrutinio). Nel novembre 2016 è stato riconfermato vicesegretario generale de I Repubblicani. Si è dimesso da questo incarico nel marzo 2017 poiché ha rifiutato di sostenere François Fillon come candidato presidenziale in considerazione dello scandalo sul "falso impiego" di sua moglie.

### Ministro

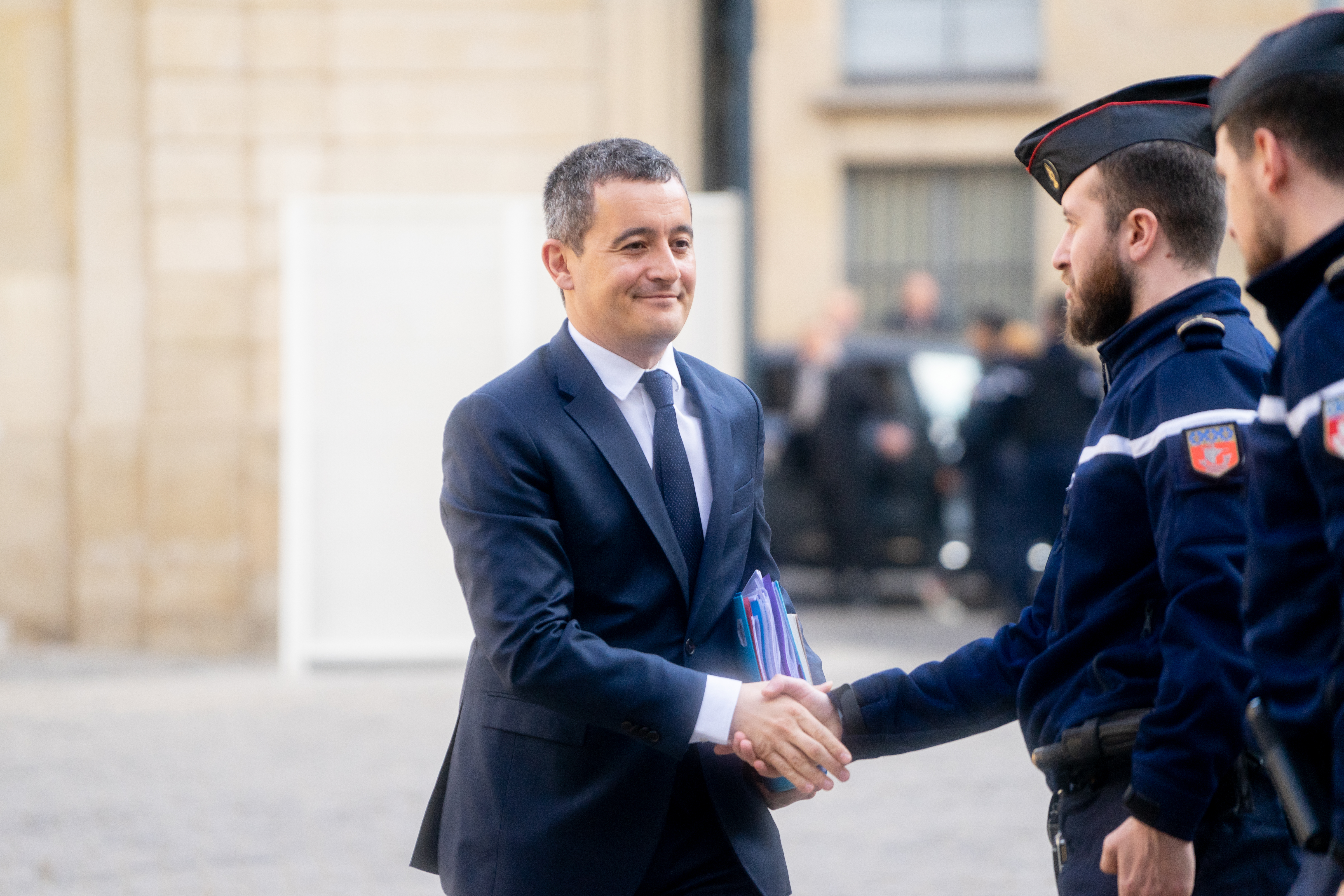
Gérald Darmanin, ministro dell'Azione e dei conti pubblici saluta dei gendarmi (29 aprile 2019).

Darmanin, che viene descritto come un "gollista sociale", ha criticato il candidato presidenziale Emmanuel Macron per il suo programma economico liberale e il suo passato da banchiere. Tuttavia, dopo la vittoria elettorale di Macron, ha accettato la sua offerta riguardo l'entrata al governo di politici conservatori, così come i suoi colleghi di partito Édouard Philippe e Sébastien Lecornu. Darmanin è stato nominato Ministro dell'azione e e dei conti pubblici (Ministre de l'Action et des Comptes publics) nel governo Philippe I il 17 maggio 2017. Questa funzione appena è stata creata ha riunito i compiti del precedente Ministero per la funzione pubblica, del ministro delegato per il bilancio, del Ministero dell'economia e delle finanze e del segretario di stato per la riforma dello Stato.
Ha rinunciato alla carica di vicepresidente della regione Alta Francia lo stesso giorno, è rimasto sindaco di Tourcoing fino a settembre, da allora è stato solo vicesindaco. Ha mantenuto la sua carica ministeriale anche dopo il rimpasto di governo nel giugno 2017 (governo Philippe II). A causa della sua partecipazione al governo Macron, è stato espulso dal partito I Repubblicani nell'ottobre 2017 (contemporaneamente al primo ministro Philippe, al segretario all'ambiente Lecornu e al deputato Franck Riester). Il mese successivo si è unito al partito di Macron La République En Marche (LREM).
Dopo il rimpasto del governo del luglio 2020, Darmanin è stato nominato ministro dell'interno sotto il nuovo primo ministro Jean Castex. La nomina ha scatenato le proteste delle femministe per una donna che accusava Darmanin di averla violentata nel 2009. L'inchiesta a suo carico è stata chiusa nel 2018, ma è ripresa nel giugno 2020. Tuttavia, il presidente Emmanuel Macron ha sostenuto Darmanin e ha invocato la presunzione di innocenza.
Secondo quanto riportato dalla stampa, dovrebbe conquistare i precedenti elettori della populista di destra Marine Le Pen per il presidente Emmanuel Macron prima delle elezioni presidenziali in Francia nel 2022.